# Солдатське (Криворізький район)
Солда́тське — село в Україні, в Нивотрудівській сільській територіальній громаді Криворізького району Дніпропетровської області.
Населення — 241 мешканець.

## Географія
На півдні межує з селом Шевченко, на заході з містом Апостолове, та на півночі з селом Зоряне.

## Населення
Згідно з переписом УРСР 1989 року чисельність наявного населення села становила 226 осіб, з яких 100 чоловіків та 126 жінок.
За переписом населення України 2001 року в селі мешкали 243 особи.

### Мова
Розподіл населення за рідною мовою за даними перепису 2001 року:
| Мова       | Відсоток |
| ---------- | -------- |
| українська | 91,29 %  |
| російська  | 8,71 %   |

## Відомі люди
У селі народилися:
- Малишко Іван Олександрович (* 1936) — інженер-механік, доктор технічних наук, професор